# Яннік Гансен
Яннік Гансен (дан. Jannik Hansen; 15 березня 1986, м. Герлев, Данія) — данський хокеїст, правий нападник.
Вихованець хокейної школи «Редовре Майті-Буллз». Виступав за «Редовре Майті Буллз», «Портленд Вінтергокс» (ЗХЛ), «Манітоба Мус» (АХЛ), «Ванкувер Канакс», «Таппара», «Сан-Хосе Шаркс», ЦСКА (Москва).
В чемпіонатах НХЛ — 626 матчів (109+147), у турнірах Кубка Стенлі — 70 матчів (7+12).
У складі національної збірної Данії учасник чемпіонатів світу 2005, 2006 і 2008 (16 матчів, 4+2). У складі молодіжної збірної Данії учасник чемпіонатів світу 2004 (дивізіон I), 2005 (дивізіон I) і 2006 (дивізіон I). У складі юніорської збірної Данії учасник чемпіонатів світу 2002 (дивізіон I), 2003 (дивізіон I) і 2004.